# Coalition suédoise

Drapeau de la Suède.

La Coalition suédoise ou tout simplement la « Suédoise » est le surnom attribué à la coalition gouvernementale de Belgique de droite constituée en octobre 2014 par le libéral francophone Charles Michel. La composition de cette coalition (N-VA / MR / CD&V / Open VLD) était inédite, formée par une large majorité des députés qui forment un groupe linguistique néerlandophone de la Chambre des représentants, mais par une minorité seulement de ceux composant le groupe linguistique francophone de l'assemblée. De plus, le parti nationaliste flamand N-VA en constituait le parti politique le plus important avec quatre ministres au gouvernement, mais sans toutefois détenir le poste de Premier ministre.
À la suite d'un désaccord de la N-VA avec le Premier ministre Charles Michel qui a prévu un voyage au Maroc le 10 décembre 2018 pour ratifier le Pacte mondial sur les migrations, dit le « Pacte de Marrakech », la N-VA opposée à la ratification de ce pacte par la Belgique, décide de quitter la majorité fédérale dont elle cause la chute par la démission de ses ministres clés  du gouvernement (Intérieur, Finances, Défense et Migration). Il a été remplacé en décembre 2018 par un nouveau gouvernement « Orange bleu ».
Si cette appellation désigne à la base le gouvernement Michel I, elle désigne également toutes les coalitions belges rassemblant les mêmes tendances politiques. 

## Histoire
Après les élections fédérales du 25 mai 2014 et l'échec le 25 juin suivant de la mission confiée au formateur Bart De Wever, président de la N-VA, de former un gouvernement, le roi Philippe désigne le 27 juin  un nouveau formateur, Charles Michel, puis co-formateur avec Kris Peeters le 22 juillet, en vue de la constitution d'un nouveau gouvernement. Avant les élections fédérales du 25 mai 2014, Charles Michel déclarait que si son parti le MR remportait la victoire au fédéral ou ailleurs, il mènerait des négociations pour mener un gouvernement sans la N-VA.
Le 7 octobre 2014, un accord est signé entre son parti, le MR, la N-VA, le CD & V et l'Open VLD : il concerne la formation d'un gouvernement de coalition de centre-droit, qui doit être dirigé par Charles Michel, désigné Premier ministre, bien que la N-VA en détienne la plupart des ministères-clés . Selon De Standaard, Charles Michel serait devenu un homme de « paille de la N-VA »[réf. nécessaire], sa politique d’affaiblissement de l’État fédéral favorisant les visées séparatistes de son partenaire.
Le 11 octobre suivant, Charles Michel et les membres de son gouvernement prêtent serment devant le roi Philippe ; âgé de trente-huit ans, le nouveau Premier ministre est le plus jeune chef du gouvernement de l'après-guerre.

## Surnom la «Suédoise»
Durant sa formation, cette coalition a été surnommée « Kamikaze » par ses détracteurs pour souligner le caractère aventureux voire dangereux de l'alliance du MR avec la N-VA, parti nationaliste et séparatiste, qui demande la fin de la Belgique. Charles Michel et ses partisans qui n’apprécient pas vraiment ce nom ont préféré imposer le nom de « Suédoise », en référence au drapeau suédois, de fond bleu traversé par une croix jaune. Le bleu est la couleur distinctive de la communication politique des partis libéraux (MR et Open VLD), le jaune celle utilisé par les nationalistes flamands de la N-VA, tandis que la croix symbolise la présence dans ce gouvernement du CD&V, le parti chrétien-démocrate flamand.

## Chute de la coalition suédoise
Les prises de position radicales sur l'immigration de la N-VA ont déjà fragilisé plusieurs fois la coalition suédoise, et c'est l'une d'entre elles qui met fin à cette alliance.
Fin octobre 2018, la N-VA décide de s'opposer à la ratification du Pacte mondial sur les migrations, dit « Pacte de Marrakech », alors qu'un consensus gouvernemental auquel elle adhérait avait été trouvé durant l'été. Début décembre, la N-VA lance une campagne de communication agressive contre le texte de l'ONU, ses partenaires, dont le Premier ministre, Charles Michel, soutenant toujours la ratification, arguant de la crédibilité du pays sur le plan international. Pour tenter de sortir de la crise, le chef du gouvernement, soutenu par l'Open VLD et le CD&V, décide de s'en remettre au Parlement, qui, après deux jours de débats, vote en faveur d'une résolution demandant au gouvernement de soutenir le pacte, mettant donc en minorité les nationalistes flamands de la N-VA.
Le départ de la N-VA de la coalition devient donc de plus en plus probable ; lorsque Charles Michel confirme qu'il se rendra bien à Marrakech au Maroc le 10 décembre afin d'approuver le Pacte migratoire, le patron de la N-VA, Bart De Wever réplique que si Charles Michel se rend au Maroc, « il décollera comme Premier ministre de la « suédoise », et atterrira comme Premier ministre de la « coalition Marrakech [...] Si on accepte d'être mis à l'écart [...], on ne va jamais tenir compte de notre position. Si on n'a plus de voix dans ce gouvernement, ça ne sert à rien de continuer ».
Finalement, à la veille du départ du Premier ministre au Maroc, les ministres de la N-VA quittent officiellement la coalition ; Jan Jambon, ministre de l'Intérieur démissionnaire, l'annonce le 9 décembre à la télévision publique RTBF. « Je prends (...) acte ce soir que la N-VA quitte la majorité », répond Charles Michel, répétant sa ferme intention de représenter la Belgique au Maroc comme « chef de gouvernement ».

### Démission du Premier ministre
Le 18 décembre 2018, Charles Michel, après avoir appelé l'opposition à le soutenir sur plusieurs thèmes clés (pouvoir d'achat, sécurité, environnement) lors d'un débat au Parlement, décide de proposer sa démission au chef de l'État. L'appel à cette « coalition de bonne volonté » n'a « pas été entendu », a déploré le Premier ministre devant les députés. Et d'ajouter : « Je prends donc la décision de présenter ma démission et mon intention est de me rendre chez le roi immédiatement ». Le roi Philippe accepte le 21 décembre la démission du gouvernement après consultation, mais il charge Charles Michel et son gouvernement de mener les affaires courantes en attendant la nomination d'un nouveau gouvernement.

## Liste des coalitions suédoises
Si la suédoise désigne à l'origine le gouvernement Michel I, l'expression est utilisée plus largement pour désigner tous les gouvernements belges composés des mêmes tendances politiques. En voici une liste :

### Gouvernement fédéral
- 2014-2018 : Michel I (MR - N-VA - Open Vld - CD&V)

### Gouvernement flamand
- 2014-2019 : Bourgeois (N-VA - Open Vld - CD&V)
- 2019 : Homans (N-VA - Open Vld - CD&V)
- 2019- : Jambon (N-VA - Open Vld - CD&V)